# 台東市

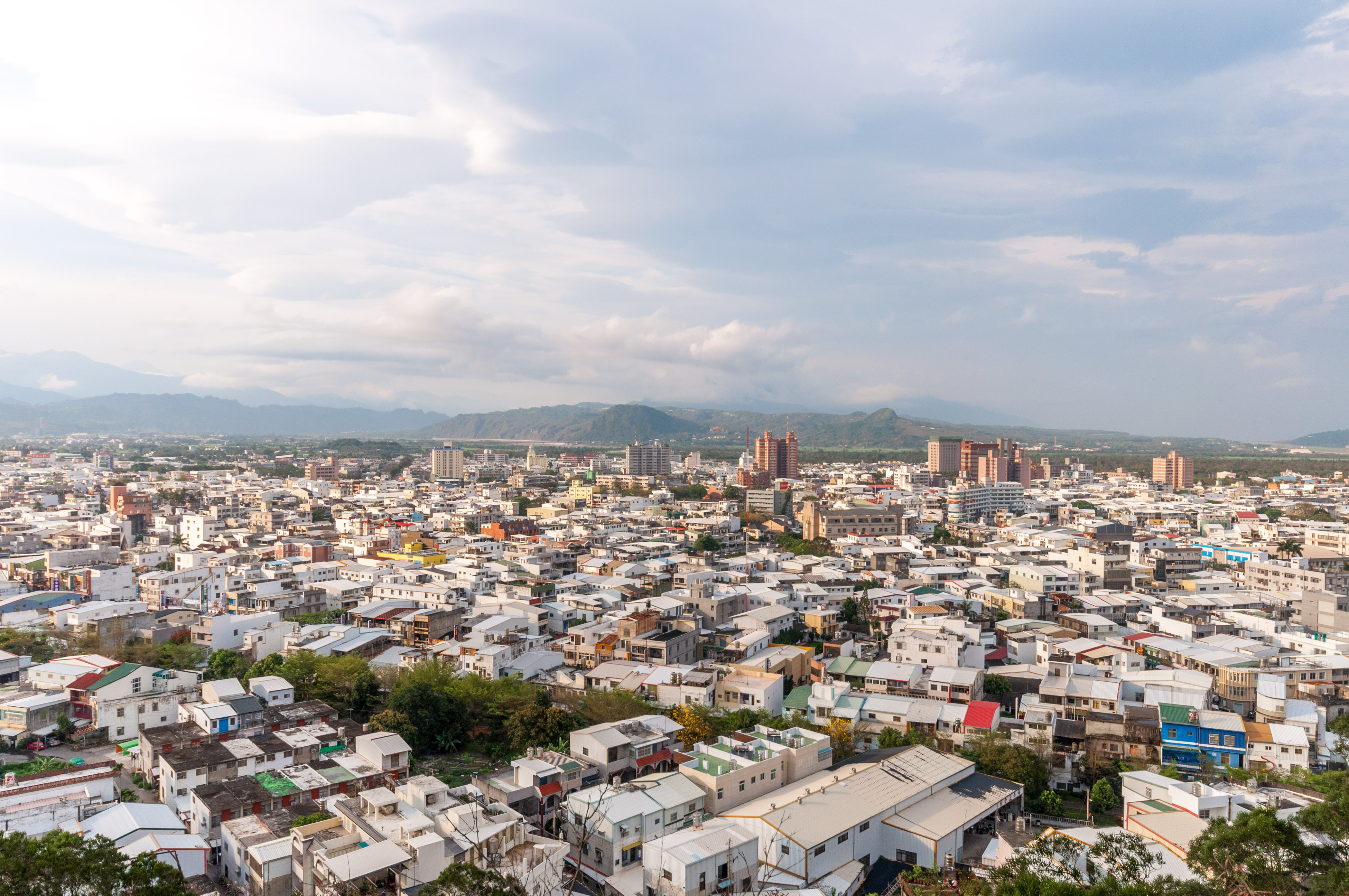
台東市中心市街地

台東市（タイドン/たいとう-し）は、中華民国台湾省の東海岸にある市。台東県の県轄市で、台東県政府の所在地である。

## 地理

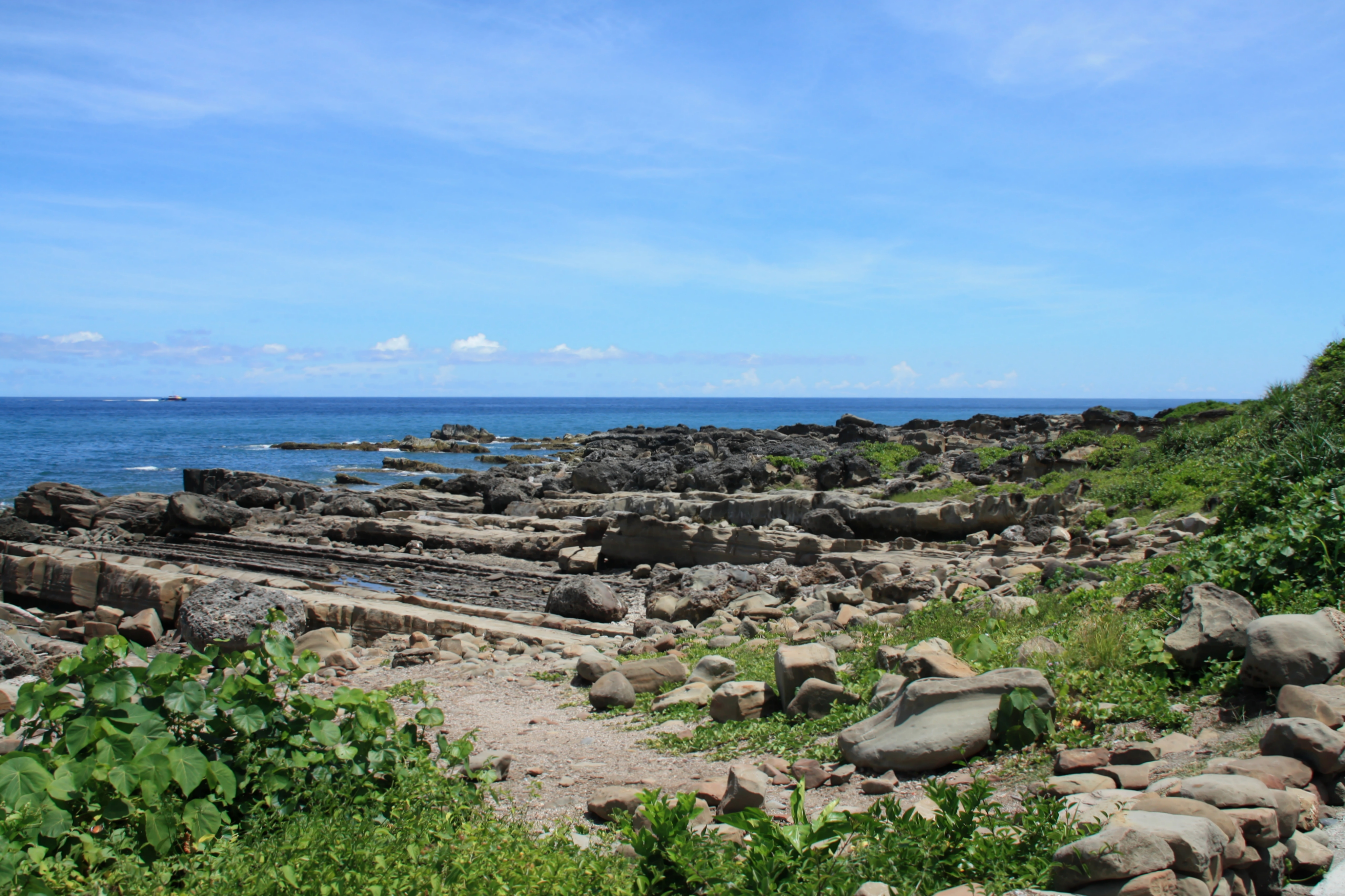
小野柳海岸

台東市は台東県中部に位置し、西北は卑南郷と、南は太麻里郷とそれぞれ接し、東は太平洋に面している。台東平原上の卑南渓による沖積平野に分類され、地勢は平坦である。

### 気候
冬季（最寒月）の平均気温が18℃以上あり、最少雨月降水量が60mm未満かつ（100-0.04×年平均降水量）mm以上であるため、ケッペンの気候区分によれば熱帯モンスーン気候に属する。
台風が台湾南東方に接近している際は、西側にある3000ｍ級の山脈に雨雲が当たり激しい豪雨や暴風にあうことになる。
すぐ沖合を黒潮が流れるため、多湿である。
| 台東の気候                  | 台東の気候   | 台東の気候   | 台東の気候   | 台東の気候   | 台東の気候    | 台東の気候    | 台東の気候    | 台東の気候    | 台東の気候     | 台東の気候    | 台東の気候   | 台東の気候   | 台東の気候       |
| 月                          | 1月          | 2月          | 3月          | 4月          | 5月           | 6月           | 7月           | 8月           | 9月            | 10月          | 11月         | 12月         | 年               |
| --------------------------- | ------------ | ------------ | ------------ | ------------ | ------------- | ------------- | ------------- | ------------- | -------------- | ------------- | ------------ | ------------ | ---------------- |
| 平均最高気温 °C （°F）      | 23.1 (73.6)  | 23.6 (74.5)  | 25.4 (77.7)  | 27.7 (81.9)  | 29.8 (85.6)   | 31.4 (88.5)   | 32.3 (90.1)   | 32.2 (90)     | 31.0 (87.8)    | 29.3 (84.7)   | 26.9 (80.4)  | 24.1 (75.4)  | 28.1 (82.6)      |
| 日平均気温 °C （°F）        | 19.5 (67.1)  | 20.0 (68)    | 21.8 (71.2)  | 24.1 (75.4)  | 26.2 (79.2)   | 27.8 (82)     | 28.9 (84)     | 28.7 (83.7)   | 27.5 (81.5)    | 25.7 (78.3)   | 23.3 (73.9)  | 20.5 (68.9)  | 24.5 (76.1)      |
| 平均最低気温 °C （°F）      | 16.8 (62.2)  | 17.4 (63.3)  | 19.0 (66.2)  | 21.2 (70.2)  | 23.4 (74.1)   | 25.1 (77.2)   | 26.0 (78.8)   | 25.9 (78.6)   | 24.8 (76.6)    | 23.1 (73.6)   | 20.8 (69.4)  | 17.9 (64.2)  | 21.8 (71.2)      |
| 降水量 mm （inch）          | 30.5 (1.201) | 40.2 (1.583) | 40.5 (1.594) | 65.6 (2.583) | 155.9 (6.138) | 227.8 (8.969) | 270.5 (10.65) | 302.0 (11.89) | 344.6 (13.567) | 182.3 (7.177) | 79.2 (3.118) | 40.5 (1.594) | 1,779.6 (70.063) |
| % 湿度                      | 71.4         | 73.1         | 73.7         | 75.2         | 76.7          | 77.7          | 75.8          | 76.0          | 76.5           | 72.5          | 70.8         | 69.3         | 74.1             |
| 平均月間日照時間            | 95.8         | 83.6         | 104.2        | 115.0        | 143.4         | 188.7         | 245.1         | 219.4         | 160.6          | 150.4         | 119.1        | 102.5        | 1,727.8          |
| 出典：中央氣象局 2012-02-27 |              |              |              |              |               |               |               |               |                |               |              |              |                  |

### 行政区
| 里 |
| --- |
| 大同里、中山里、中心里、中正里、中華里、仁愛里、文化里、四維里、民族里、民権里、民生里、永楽里、光明里、成功里、自強里、卑南里、岩湾里、東海里、知本里、南王里、南栄里、建和里、建国里、建業里、建農里、建興里、馬蘭里、康楽里、強国里、富岡里、富豊里、復国里、復興里、新生里、新園里、新興里、興国里、豊田里、豊年里、豊谷里、豊里里、豊原里、豊栄里、豊楽里、宝桑里、鉄花里 |

## 歴史
台東平原は古くは卑南族、阿美族が遊耕生活を送る活動地域であった。オランダ統治時代から清初にかけてこの地は「卑南」と称され、漢人による交易が行なわれていた。またオランダ統治時代には金の採取を目的に軍隊が駐留し、卑南族の利嘉社、泰安社との間に戦闘が発生している。現在でも第一公墓万姓祠内に戦死したオランダ兵の遺骨が残されている。
旧名である「宝桑庄」は漢人が最初に居住した集落である。場所は現在の卑南渓の河口部南岸である。咸豊初年、枋寮の閩人・鄭尚が海上交通に適したこの地に注目して拠点を築き、原住民との交易活動活動を開始したことで、次第に漢人集落が形成されるようになり、同治未年には漢人28戸がこの地で商業活動に従事していた。また農業従事者の入植も進み、卑南族に農業を伝えた。
行政面では光緒年間には卑南庁が設置され、後に台湾巡撫劉銘伝により台東州と改称された。改隷前は「南郷新街」が設置された。日本統治時代は「卑南街」、「台東街」が設置された。戦後は「台東鎮」が設けられ、台東県の管轄となり、県政府が設置された。1974年に隣接する卑南郷の卑南、南王、富岡、岩湾、新園、建興、南栄、知本、豊田、建和の10か村を編入し、人口が10万人を突破した。1976年1月1日、「台東市」に昇格して現在に至っている。

## 政治

### 行政

#### 市長
歴代市長
| 代 | 氏名 | 任期 |
| -- | ---- | ---- |

## 対外関係

### 姉妹都市･提携都市
- デブレツェン（ハンガリー共和国 ハイドゥー・ビハール県）

## 教育

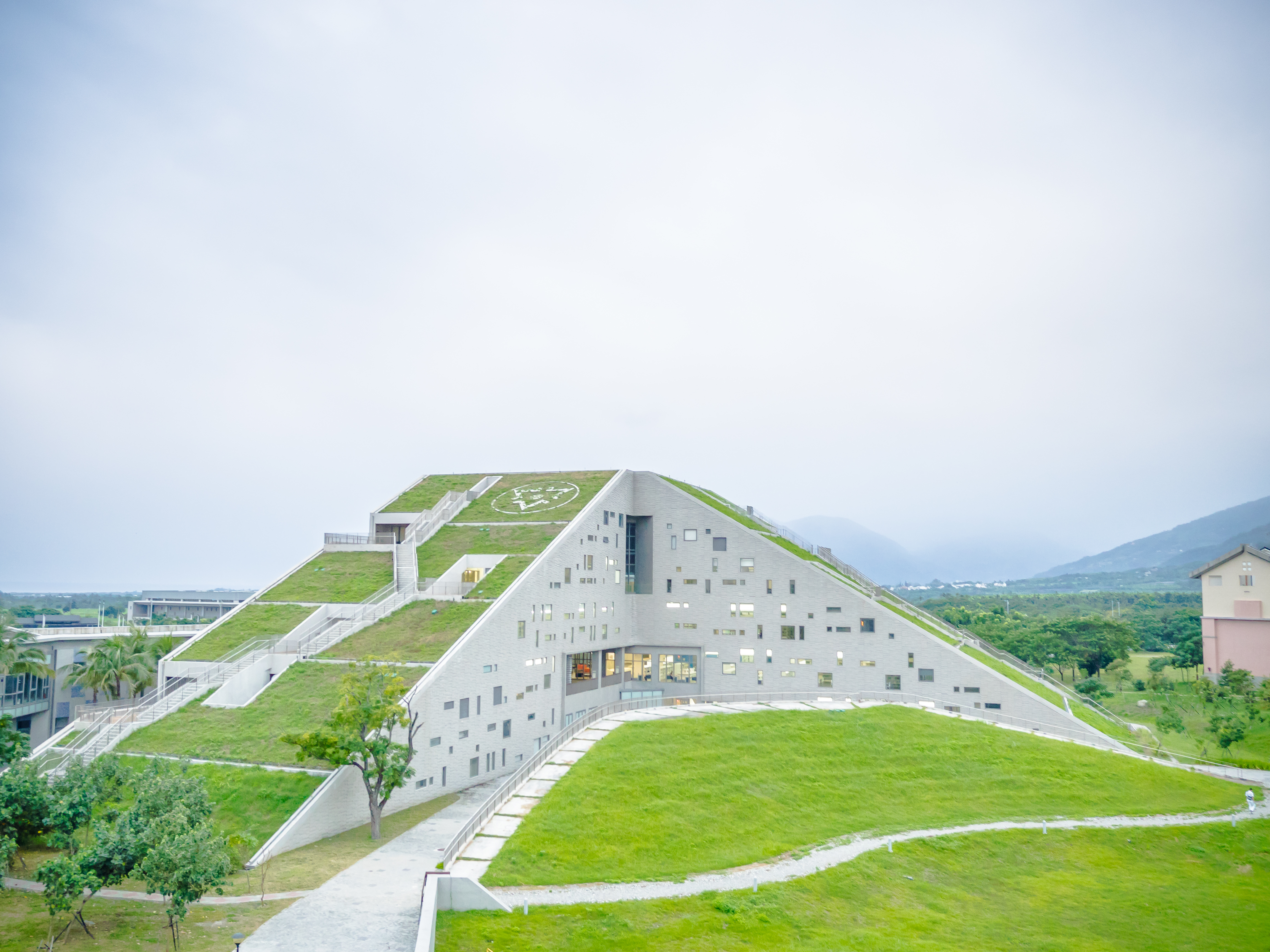
国立台東大学図書館

### 大学
- 国立台東大学

### 技術学院
- 国立台東専科学校

### 高級中学
- 国立台東高級中学

### 高級商業学校
- 国立台東高級商業学校

### 国民小学
| - 国立台東大学附属小学 - 台東県立復興国民小学 - 台東県立宝桑国民小学 - 台東県立卑南国民小学 - 台東県立知本国民小学 - 台東県立新園国民小学 | - 台東県立豊年国民小学 - 台東県立建和国民小学 - 台東県立岩湾国民小学 - 台東県立仁愛国民小学 - 台東県立東海国民小学 - 台東県立南王国民小学 | - 台東県立康楽国民小学 - 台東県立馬蘭国民小学 - 台東県立富岡国民小学 - 台東県立豊里国民小学 |

## 交通

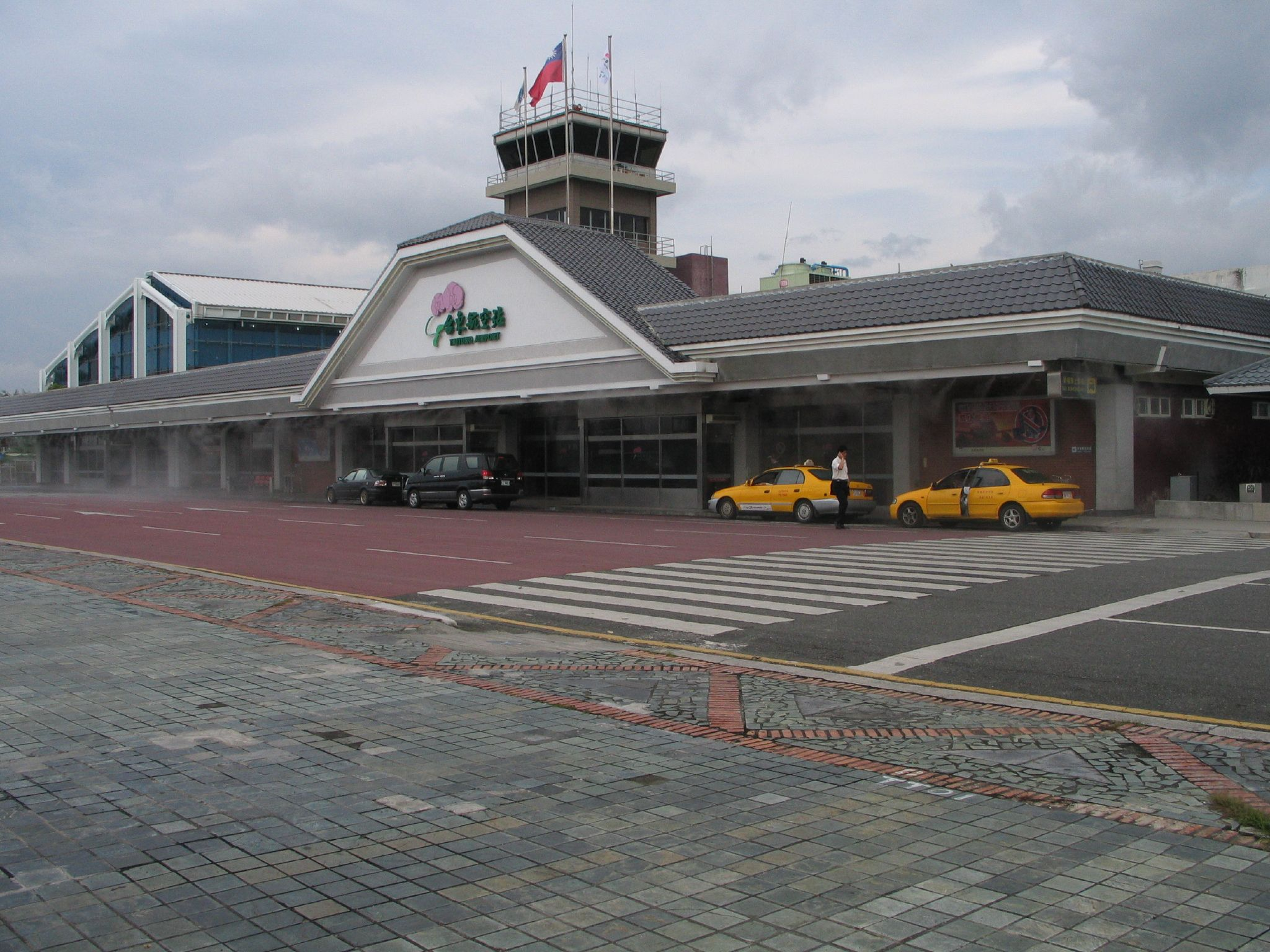
台東空港
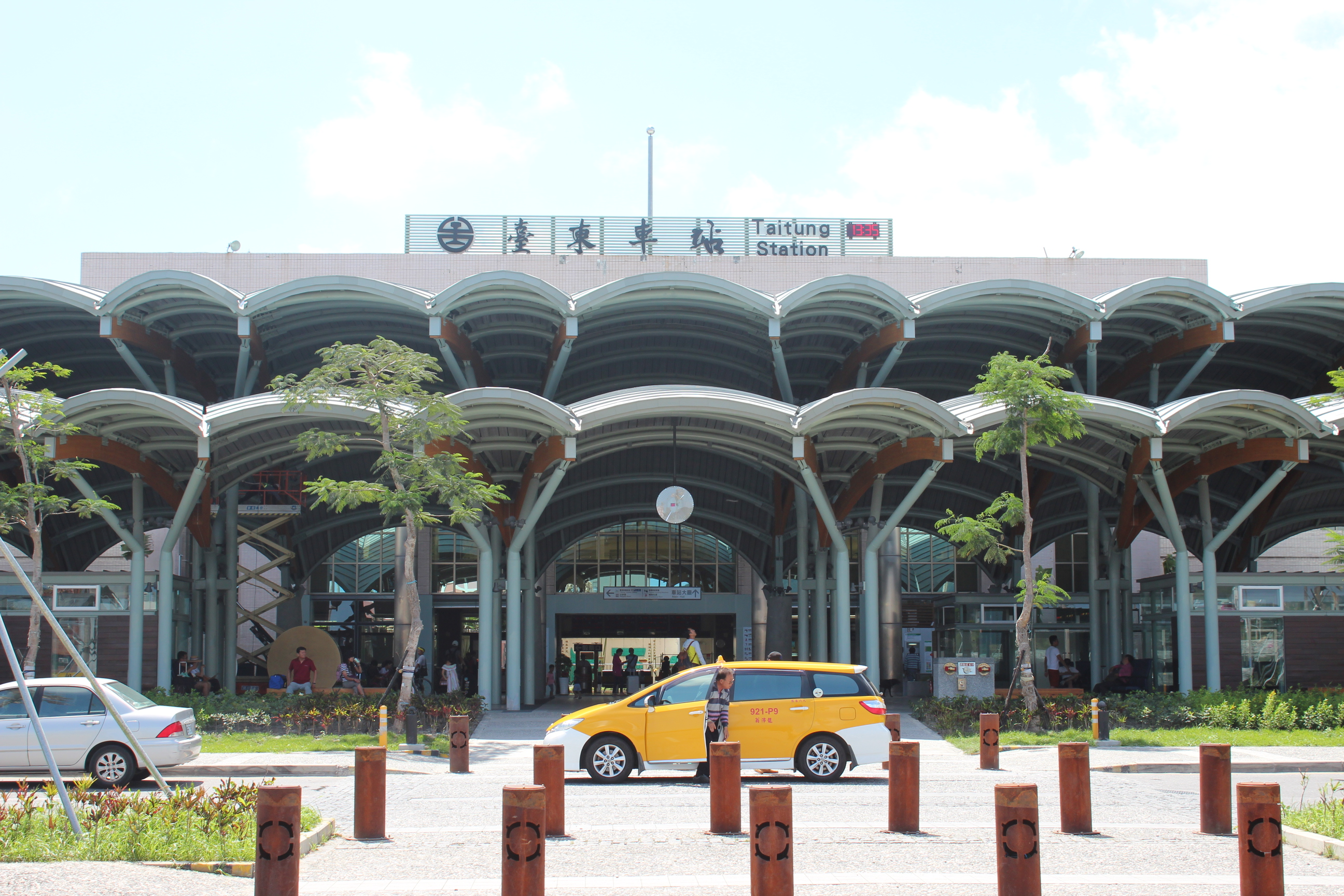
台東駅
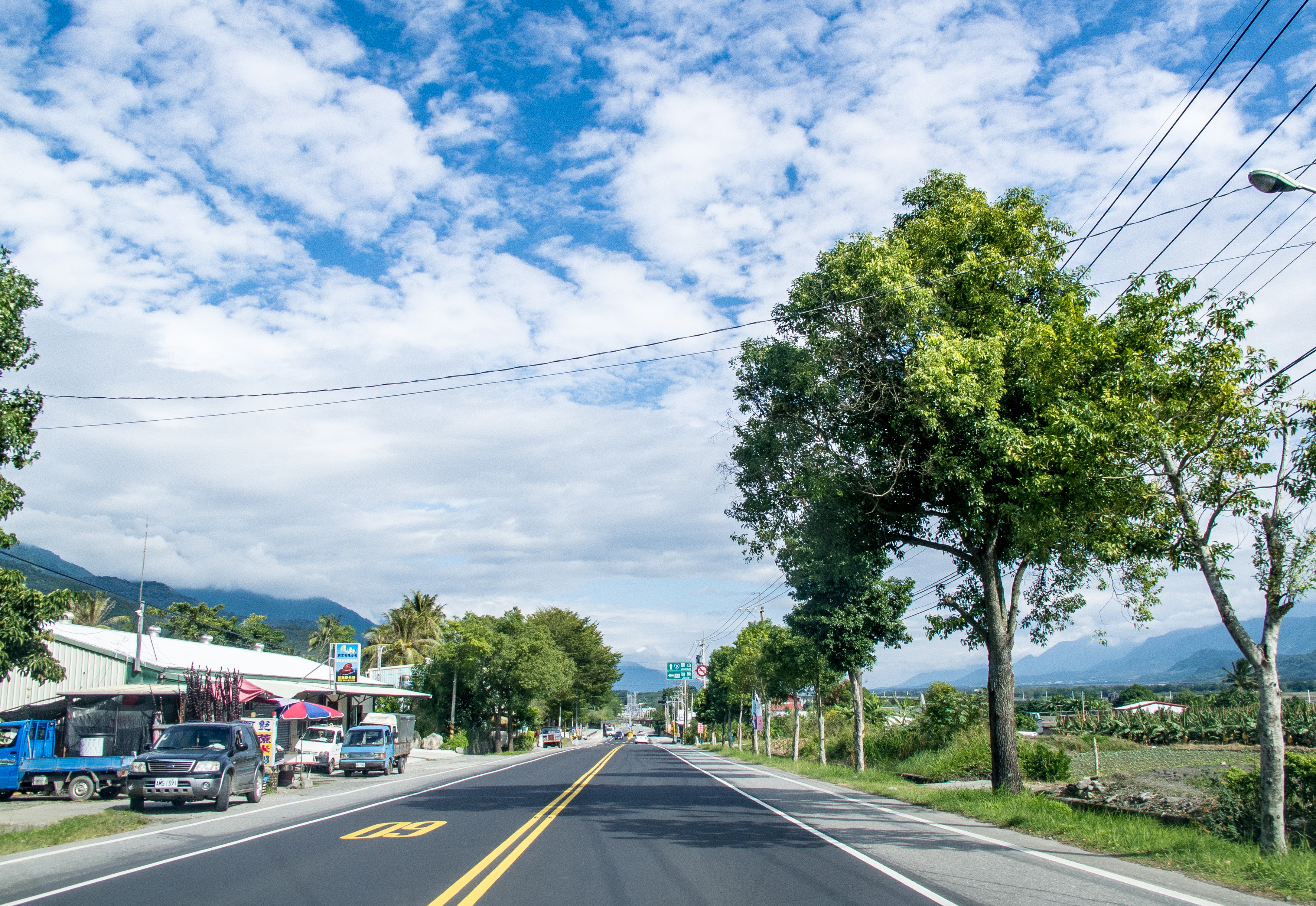
花東公路

| 種別 | 路線名称         | その他               |
| ---- | ---------------- | -------------------- |
| 航空 | 国内線           | 台東空港             |
| 鉄道 | 南廻線           | 知本駅 康楽駅 台東駅 |
| 鉄道 | 台東線           | 台東駅               |
| 省道 | 台9線            | 花東公路             |
| 省道 | 台9乙線          |                      |
| 省道 | 台11線           |                      |
| 省道 | 台11乙線         |                      |
| 県道 | 県道194号 (台湾) |                      |
| 県道 | 県道197号 (台湾) |                      |

- 台東空港
- 台東駅
- 花東公路

## 観光

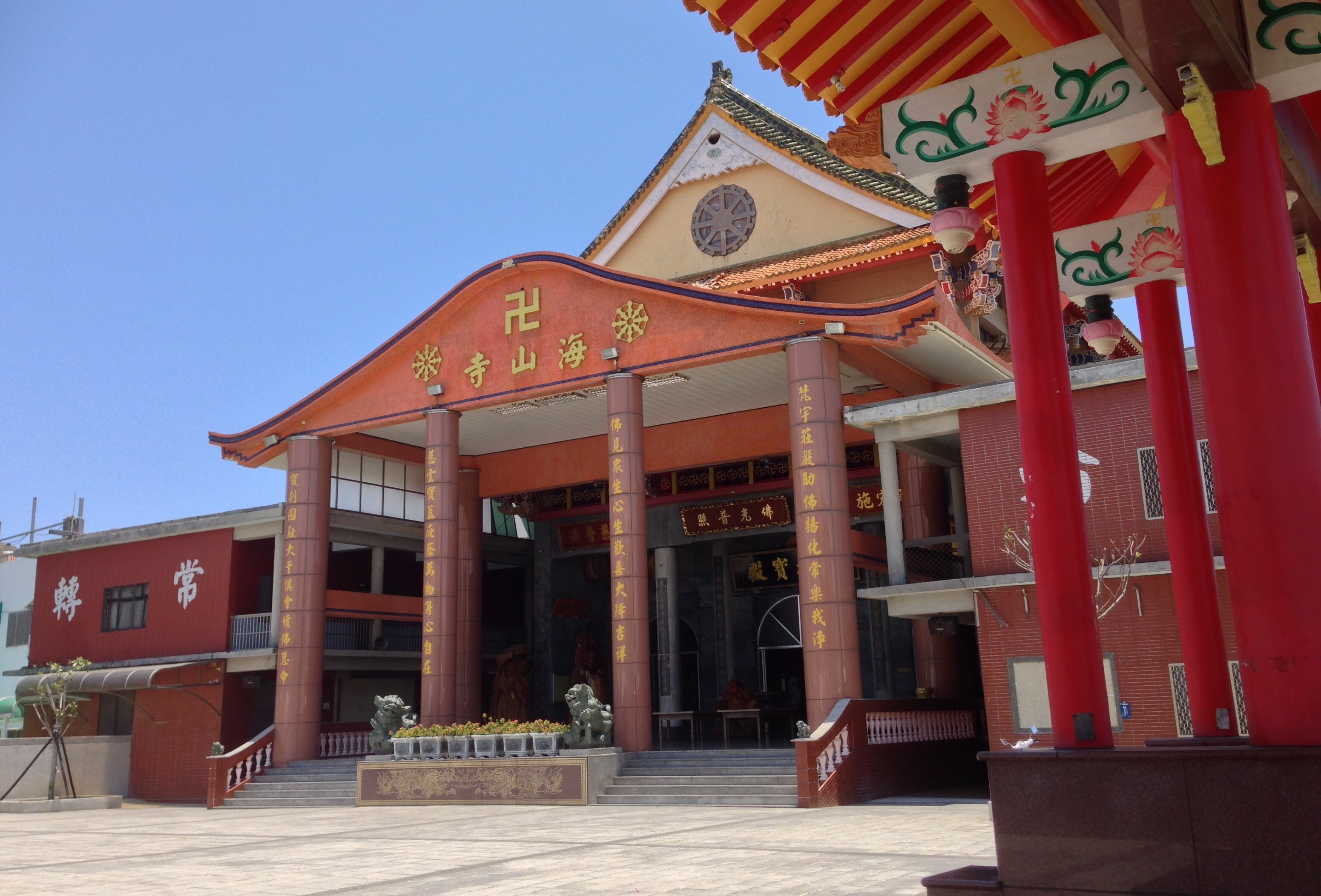
海山寺

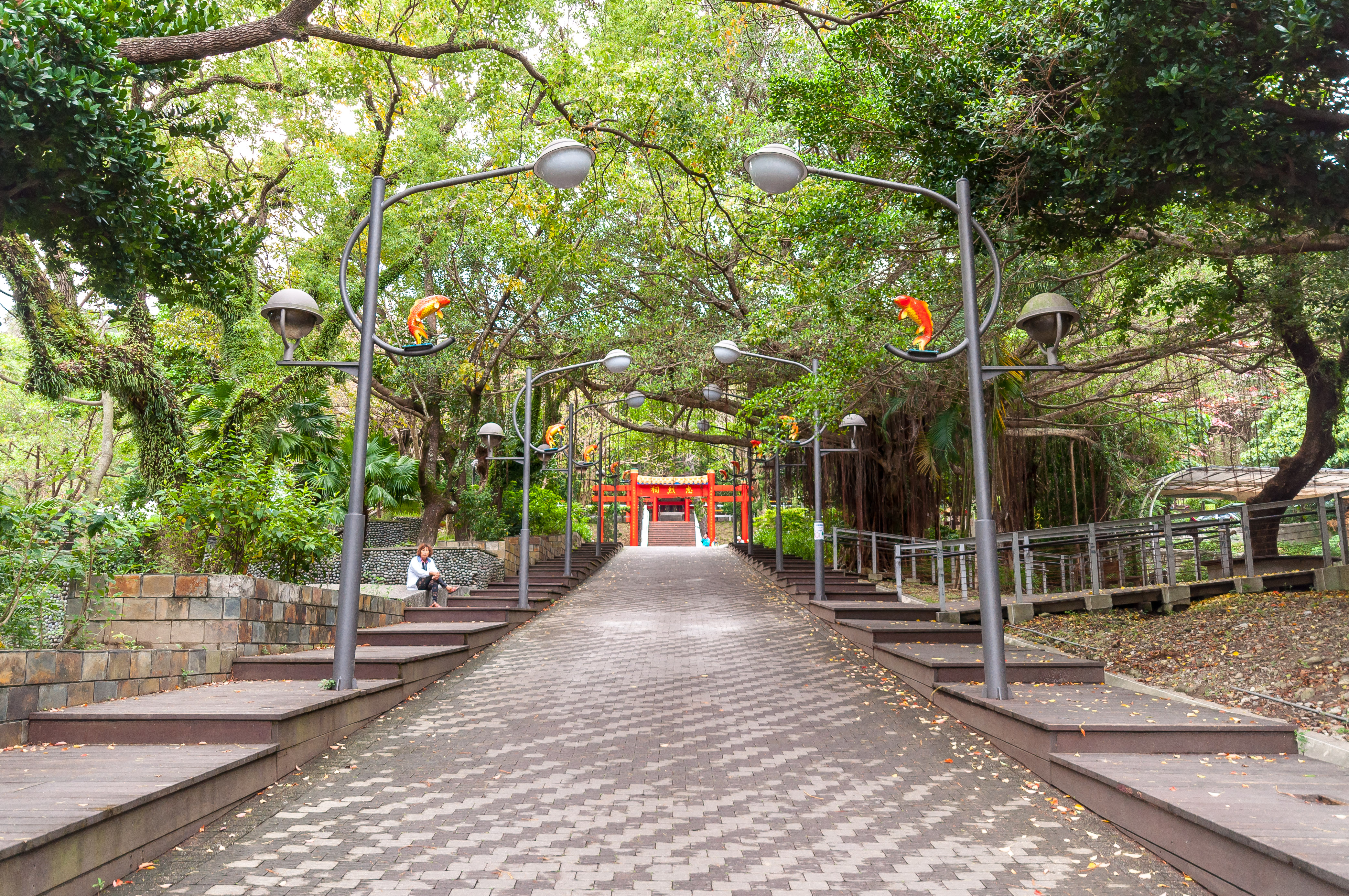
鯉魚山・台東県忠烈祠（旧台東神社）の遠景

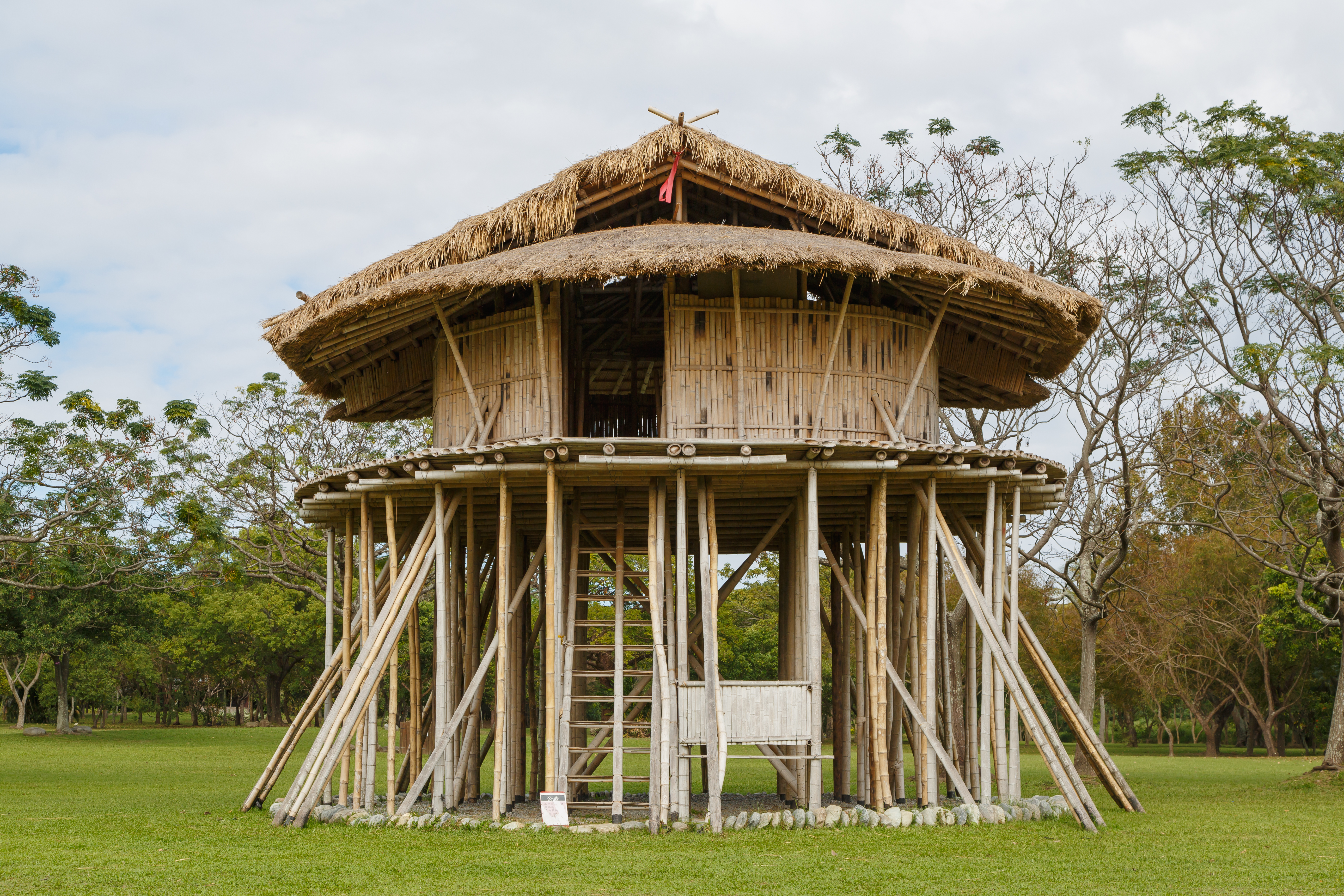
卑南文化公園にあるプユマ族少年集会所

### 名所･旧跡
- 台東天后宮（中国語版）
- 海山寺（中国語版）
- 台東神社

### 観光スポット
- 鯉魚山（中国語版）
- 国立台湾史前文化博物館（中国語版）
- 台東県立野球場
- 台東旧駅 - 鉄道芸術村
- 南王里（プユマ）
- 小野柳海岸
- 富岡漁港（中国語版）
- 夢幻湖（中国語版）
- 台東琵琶湖（中国語版）
- 台東海浜公園
- 卑南文化公園（中国語版）